# Johann Gottfried Walther
Johann Gottfried Walther (n. 18 de septiembre de 1684 en Erfurt, Alemania - f. 23 de marzo de 1748 en Weimar, Alemania) fue un organista, compositor y musicólogo alemán. Walther era primo por el lado materno de Johann Sebastian Bach.
En 1702 fue nombrado organista de la iglesia de Santo Tomás en Erfurt. En 1708, a los 23 años de edad, fue nombrado organista de Weimar, siendo el maestro de música del joven duque Johann Ernst von Sachsen-Weimar, al que le escribió un tratado musical titulado Praecepta der musicalischen Composition (Preceptos de la composición musical).
Walther es más conocido por ser el escritor del Musicalisches Lexicon publicado en Leipzig en 1732, que es considerada la primera enciclopedia de música. El libro es un enorme diccionario de términos musicales y biografías cortas de compositores e intérpretes, que abarca hasta el comienzo del siglo XVIII. En total el Musicalisches Lexicon define más de 3.000 términos musicales. Walther utilizó más de 250 fuentes para escribir su libro, siendo la fuente más citada la obra de Johann Mattheson.
Como compositor, Walther ganó fama por sus transcripciones al órgano de obras contemporáneas de compositores italianos y alemanes, como Albinoni, Torelli, Vivaldi y Telemann. Las transcripciones de Walther fueron el modelo que J.S. Bach utilizó para sus propias transcripciones de Vivaldi. Como organista de la ciudad de Weimar compuso 132 preludios para órgano basados en corales luteranos.